# John Norman
Dr. John Frederick Lange, Jr. (Chicago, 3 de junho de 1931) é um escritor e professor de filosofia americano, conhecido por ser o autor, sob o pseudônimo John Norman, da série de crônicas de Gor, que combinam fantasia científica com erotismo. Além da série de Gor, também escreveu outros trabalhos de ficção com temas semelhantes, incluindo a série de space operas Histórias Telnarianas (publicadas entre 1991 e 1993, e um quarto livro em 2015). É também autor do livro Sexo Imaginativo (1974), um guia para casais que procuram fantasias sexuais baseadas na dominância masculina, e de trabalhos acadêmicos centrados nos temas de filosofia, ética e historiografia, com um dos quais conseguiu seu doutorado em filosofia na Universidade de Princeton em 1963. Seus trabalhos de não ficção sem relação com a série de Gor são publicados sob o nome John Lange.

### Série Gor

#### Ballantine Books (1966–1971)
| Título (original)   | Título (tradução)      | Ano  | Fonte              |
| ------------------- | ---------------------- | ---- | ------------------ |
| Tarnsman of Gor     | Tarnsman de Gor        | 1966 | ISBN 0-345-27583-7 |
| Outlaw of Gor       | Foragido de Gor        | 1967 | ISBN 0-345-27136-X |
| Priest-Kings of Gor | Reis-Sacerdotes de Gor | 1968 | ISBN 0-7592-0036-X |
| Nomads of Gor       | Nômades de Gor         | 1969 | ISBN 0-7592-5445-1 |
| Assassin of Gor     | Assassino de Gor       | 1970 | ISBN 0-7592-0091-2 |
| Raiders of Gor      | Assaltantes de Gor     | 1971 | ISBN 0-7592-0153-6 |

#### DAW Books (1971–1988)
| Título (original)     | Título (tradução)       | Ano  | Fonte              |
| --------------------- | ----------------------- | ---- | ------------------ |
| Captive of Gor        | Cativa de Gor           | 1972 | ISBN 0-7592-0105-6 |
| Hunters of Gor        | Caçadores de Gor        | 1974 | ISBN 0-7592-0130-7 |
| Marauders of Gor      | Saqueadores de Gor      | 1975 | ISBN 0-7592-0141-2 |
| Tribesmen of Gor      | Homens Tribais de Gor   | 1976 | ISBN 0-7592-5446-X |
| Slave Girl of Gor     | Garota Escrava de Gor   | 1977 | ISBN 0-7592-0454-3 |
| Beasts of Gor         | Feras de Gor            | 1978 | ISBN 0-7592-1125-6 |
| Explorers of Gor      | Exploradores de Gor     | 1979 | ISBN 0-7592-1167-1 |
| Fighting Slave of Gor | Escravo Lutador de Gor  | 1980 | ISBN 0-7592-1173-6 |
| Rogue of Gor          | Velhaco de Gor          | 1981 | ISBN 0-7592-1179-5 |
| Guardsman of Gor      | Guardas de Gor          | 1981 | ISBN 0-7592-1368-2 |
| Savages of Gor        | Selvagens de Gor        | 1982 | ISBN 0-7592-1374-7 |
| Blood Brothers of Gor | Irmãos de Sangue de Gor | 1982 | ISBN 0-7592-1380-1 |
| Kajira of Gor         | Kajira de Gor           | 1983 | ISBN 0-7592-1926-5 |
| Players of Gor        | Jogadores de Gor        | 1984 | ISBN 0-7592-1932-X |
| Mercenaries of Gor    | Mercenários de Gor      | 1985 | ISBN 0-7592-1944-3 |
| Dancer of Gor         | Dançarina de Gor        | 1985 | ISBN 0-7592-1950-8 |
| Renegades of Gor      | Renegados de Gor        | 1986 | ISBN 0-7592-1956-7 |
| Vagabonds of Gor      | Vagabundos de Gor       | 1987 | ISBN 0-7592-1980-X |
| Magicians of Gor      | Mágicos de Gor          | 1988 | ISBN 0-7592-1986-9 |

#### E-Reads (2001–presente)
| Título (original)   | Título (tradução)      | Ano  | Fonte              |
| ------------------- | ---------------------- | ---- | ------------------ |
| Witness of Gor      | Testemunhas de Gor     | 2001 | ISBN 0-7592-4235-6 |
| Prize of Gor        | Prêmio de Gor          | 2008 | ISBN 0-7592-4580-0 |
| Kur of Gor          | Kur de Gor             | 2009 | ISBN 0-7592-9782-7 |
| Swordsmen of Gor    | Espadachins de Gor     | 2010 | ISBN 1-6175-6040-5 |
| Mariners of Gor     | Marinheiros de Gor     | 2011 | ISBN 0-7592-9989-7 |
| Conspirators of Gor | Conspiradores de Gor   | 2012 | ISBN 1-6175-6731-0 |
| Smugglers of Gor    | Contrabandistas de Gor | 2012 | ISBN 1-6175-6865-1 |
| Rebels of Gor       | Rebeldes de Gor        | 2013 | ISBN 1-6175-6123-1 |
| Plunder of Gor      | Pilhagem de Gor        | 2016 | ISBN 1-5040-3406-6 |

### SérieHistórias Telnarianas(Telnarian Histories)
| Título (original) | Título (tradução) | Ano  | Fonte               |
| ----------------- | ----------------- | ---- | ------------------- |
| The Chieftain     | O Cacique         | 1991 | ISBN 1-58586-717-9  |
| The Captain       | O Capitão         | 1992 | ISBN 1-58586-721-7  |
| The King          | O Rei             | 1993 | ISBN 1-58586-725-X  |
| The Usurper       | O Usurpador       | 2015 | ISBN 978-1497679269 |

### Outros trabalhos de ficção
| Título (original)    | Título (tradução)   | Ano  | Fonte                  |
| -------------------- | ------------------- | ---- | ---------------------- |
| Ghost Dance          | Dança Fantasma      | 1970 | ISBN 0-7592-9774-6     |
| Time Slave           | Escrava do Tempo    | 1975 | ISBN 0-7592-9778-9     |
| Norman Invasions     | Invasões Normanas   | 2009 | ISBN 0-7592-9577-8     |
| The Totems of Abydos | Os Totens de Abydos | 2012 | ISBN 978-1-6175-6476-5 |

### Não-ficção
| Título (original)                                                       | Título (tradução)                                                          | Ano  | Fonte                                                         |
| ----------------------------------------------------------------------- | -------------------------------------------------------------------------- | ---- | ------------------------------------------------------------- |
| Values and Imperatives: Studies in Ethics                               | Valores e Imperativos: Estudos de Ética                                    | 1969 | [como John Lange, escrito por C. I. Lewis] ISBN 0-8047-0687-5 |
| The Cognitivity Paradox: An Inquiry Concerning the Claims of Philosophy | O Paradoxo da Cognitividade: Um Inquérito Quanto às Alegações da Filosofia | 1970 | [como John Lange] ISBN 0-691-07159-4                          |
| Imaginative Sex                                                         | Sexo Imaginativo                                                           | 1974 | ISBN 0-7592-1728-9                                            |
| The Philosophy of Historiography                                        | A Filosofia da Historiografia                                              | 2010 | [como John Lange] ISBN 1-61756-130-4                          |
| Philosophy and the Challenge of the Future                              | Filosofia e o Desafio do Futuro                                            | 2012 | [como John Lange] ISBN 1-61756-733-7                          |